# Bão Nancy (1961)
Bão Nancy, còn được biết đến với cái tên Bão Muroto số 2 (2nd Muroto Typhoon (第二室戸台風 Daini-muroto Taifū)), là một xoáy thuận nhiệt đới siêu mạnh của mùa bão Tây Bắc Thái Bình Dương 1961. Cơn bão này có khả năng đã đạt đến một vận tốc gió cao nhất từng xác định (đo) được trong một xoáy thuận nhiệt đới, bằng với bão Patricia năm 2015 ở phía Đông Bắc Thái Bình Dương. Và nó cũng đã gây thiệt hại trên diện rộng trong đó khiến ít nhất 173 người chết, hàng ngàn người bị thương tại Nhật Bản và một số địa điểm khác trong tháng 9 năm 1961.

## Lịch sử khí tượng
Vào ngày 7 tháng 9 năm 1961, một áp thấp nhiệt đới đã hình thành từ một vùng thấp ở khu vực gần rạn san hô vòng Kwajalein. Áp thấp nhiệt đới này sau đó đã mạnh lên một cách nhanh chóng, vào thời điểm những sự chỉnh sửa về vị trí của nó có thể được thực hiện, Nancy đã gần là một siêu bão. Di chuyển dần về phía Tây, áp suất của Nancy đã giảm xuống rất nhanh và đến ngày mùng 9 vận tốc gió của nó đã đạt đến ngưỡng tương đương với bão cấp 5 trong thang bão Saffir-Simpson. Nó đã còn duy trì cấp độ đó trong vài ngày tiếp theo.
Một thời gian ngắn sau khi đạt cường độ tối đa, Nancy dần tiếp cận Quần đảo Ryūkyū và bắt đầu chuyển hướng. Nó đã đi qua đảo Haze và khu vực gần Okinawa. Vào khoảng thời gian này, sống áp cao cận nhiệt chi phối quỹ đạo di chuyển của Nancy bị phá vỡ, và cơn bão đã chuyển hướng đáng kể tiến về phía Nhật Bản. Vào ngày 16 tháng 9 Nancy đã đổ bộ trực tiếp vào Muroto Zaki; sau đó nó đổ bộ lần thứ hai lên đảo Honshū, khu vực gần Osaka. Cơn bão tiếp tục tăng tốc và nhanh chóng di chuyển qua hòn đảo, tốc độ di chuyển của nó cuối cùng đã lên tới 65 dặm/giờ (100 km/giờ). Nancy sau đó vượt qua đảo Hokkaidō, suy yếu thành một cơn bão nhiệt đới trước khi đi vào biển Okhotsk. Đến ngày 17 Nancy đã trở thành xoáy thuận ngoại nhiệt đới. Hệ thống ngoại nhiệt đới cuối cùng đã vượt bán đảo Kamchatka và đi ra ngoài đại dương.

## Tác động
Mặc dù không có con số cụ thể thiệt hại về vật chất, tổn thất được cho là đặc biệt lớn trên khắp các khu vực bị cơn bão tấn công. Đã có ít nhất 173 người chết và 19 người khác mất tích.

### Guam
Tại Guam, hơn một nửa số cây trồng đã bị hủy hoại bởi mưa và gió mạnh. Tổng thiệt hại đối với các tuyến đường giao thông trên đảo là 40.000 USD (USD 1961). Hầu hết thiệt hại xảy ra ở vùng Đông Nam của hòn đảo. Đã không có trường hợp thiệt mạng nào được báo cáo.

### Quần đảo Ryukyu và một số đảo nhỏ của Nhật Bản
| Tên bão    | Số hiệu | Tên tiếng Nhật      |
| ---------- | ------- | ------------------- |
| Marie      | T5415   | Bão Toyamaru        |
| Ida        | T5822   | Bão Kanogawa        |
| Sarah      | T5914   | Bão Miyakojima      |
| Vera       | T5915   | Bão Isewan          |
| Nancy      | T6118   | Bão Muroto số 2     |
| Cora       | T6618   | Bão Miyakojima số 2 |
| Della      | T6816   | Bão Miyakojima số 3 |
| Babe       | T7709   | Bão Okinoerabu      |
| Tham khảo: |         |                     |

Tại Okinawa, những vùng trũng thấp đã phải hứng chịu lũ lụt nặng nề, trong đó thiệt hại nghiêm trọng đã xảy đến với ngành nông nghiệp và các công trình xây dựng. Không có trường hợp thiệt mạng nào được ghi nhận ở Okinawa.
Tại Amami-o-Shima, đã có một người chết và một người khác bị thương nặng. Một con tàu đã bị chìm. Lũ trên diện rộng phá hủy nhà cửa và cây trồng, kết quả khiến 152 người mất nhà ở.

### Nhật Bản
Tại Nhật Bản, cơn bão đã khiến 172 người chết, 18 người mất tích và 3.184 người khác bị thương. Con số thiệt hại về người mà Nancy đã gây ra xếp thứ sáu ở Nhật Bản vào thời điểm đó. Tuy vậy, số người thiệt mạng là khá thấp nhờ những cảnh báo kịp thời cùng với những sự chuẩn bị đầy đủ. Tổn thất nếu so với những cơn bão khác cũng tác động vào những khu vực đông dân cư ở Nhật Bản là tương đối "nhỏ".
Cuộc sống sinh hoạt của hàng trăm ngàn người đã bị gián đoạn bởi cơn bão. Số ngôi nhà bị Nancy phá hủy là 11.539, hư hại là 32.604, và 280.078 ngôi nhà khác bị ngập lụt. Vào cuối tháng 9, Tờ báo "Stars and Stripes" đăng tải thông tin rằng đã có hơn 1.056 tàu biển và tàu cá bị chìm hoặc bị thổi vào bờ cùng với nhiều con tàu khác bị hư hại, dù vậy con số chính xác có thể không bao giờ được biết đến.
Những dòng nước lũ đã cuốn trôi 566 cây cầu và gây ra 1.146 trận lở đất. Đã có tổng cộng 2.053 địa điểm trên các tuyến đường bị phá hủy. Thiệt hại tại Osaka lên tới 500 triệu USD (USD 1961).
Do những thiệt hại to lớn đã gây ra, Cơ quan Khí tượng Nhật Bản (JMA) đã đặt thêm cho Nancy một cái tên đặc biệt "Bão Muroto số 2". Chỉ có 8 cơn bão được nhận thêm tên đặc biệt tại Nhật Bản, và Nancy là một trong số đó.

## Kỷ lục
Một chiếc máy bay thám trắc bay vào bên trong cơn bão tại thời điểm nó ở gần cường độ tối đa trong ngày 12 tháng 9 đã xác định được những cơn gió duy trì liên tục trong một phút đạt vận tốc lên tới 185 knot (hải lý/giờ; 215 dặm/giờ; 345 km/giờ). Nếu con số này là đúng, đây sẽ là giá trị vận tốc gió cao nhất từng xác định được trong một xoáy thuận nhiệt đới. Tuy nhiên, những phương pháp ước tính và xác định vận tốc gió của giai đoạn từ thập niên 40 đến thập niên 60 (thế kỷ 20) sau này đã được cho là quá cao. Do đó, vận tốc gió của Nancy trên thực tế có thể thấp hơn những con số chính thức trong dữ liệu theo dõi chuẩn xác nhất của nó. Nếu vận tốc gió của Nancy thực sự đạt tới 215 dặm/giờ, đó sẽ là giá trị cao nhất, cao hơn bất kỳ một xoáy thuận nhiệt đới nào khác ít nhất 20 dặm/giờ. Bão Tip, bão Garace, bão Allen, bão Vera, và bão Sarah, tất cả đều có gió duy trì một phút cao nhất đạt vận tốc 190 dặm/giờ. Bên cạnh đó, bão Haiyan đã đạt tới một vận tốc gió 195 dặm/giờ, đây là giá trị chính thức từ Trung tâm Cảnh báo Bão Liên hợp (JTWC), đó cho đến nay là con số cao nhất cho vận tốc gió duy trì một phút từng được ghi nhận trong một xoáy thuận nhiệt đới.
Mặc dù vào thời điểm Nancy hoạt động, thang bão Saffir-Simpson chưa xuất hiện, nhưng nếu xếp cấp độ tương ứng, nó sẽ là một cơn bão cấp 5 trong tổng cộng 5 ngày rưỡi (132 tiếng) liên tục, với giả định là dữ liệu vận tốc gió đáng tin cậy. Đây là một kỷ lục mà sẽ khó có cơn bão nào có thể vượt qua được. Xếp ở vị trí thứ hai là bão Karen của mùa bão Tây Bắc Thái Bình Dương 1962, duy trì là bão cấp 5 trong vòng 4,25 ngày, kém Nancy hơn một ngày.
Trên thực tế, có khá nhiều cơn bão trên Tây Bắc Thái Bình Dương trong khoảng thập niên 50, thập niên 60 của thế kỷ 20 được gán cho một vận tốc gió (1 phút) ≥ 190 dặm/giờ, tuy nhiên những con số này đều được cho là không đáng tin cậy. Bão Haiyan dù có được một vận tốc gió chính thức từ một tổ chức cảnh báo bão là JTWC, nhưng mức độ tin cậy vẫn là vấn đề được tranh luận. Bởi kể từ sau thời điểm tháng 8 năm 1987, máy bay thám trắc đã không còn hoạt động trên khu vực Tây Bắc Thái Bình Dương, và từ đó số liệu về áp suất cũng như vận tốc gió của những xoáy thuận nhiệt đới trên khu vực này được xác định dựa vào kỹ thuật Dvorak, có thể hiểu đơn giản là xác định cường độ chỉ dựa vào những bức ảnh vệ tinh. Các phương pháp ước tính của các tổ chức khí tượng được nhiều ý kiến cho rằng đã đánh giá thấp cường độ thực sự của nhiều cơn bão, đặc biệt đối với những cơn bão mạnh. Điều này phần nào làm tăng lại độ tin cậy cho các giá trị vận tốc gió của những cơn bão Tây Bắc Thái Bình Dương thế kỷ trước từng được cho là quá cao. Và nó cũng lý giải một phần cho việc giá trị áp suất của những cơn bão mạnh nhất ở khu vực này kể từ thập niên 90 của thế kỷ 20 tăng cao hơn hẳn so với những giai đoạn trước, điển hình là việc phải đến 19 năm sau kể từ thời điểm năm 1991 mới có một cơn bão đạt mức áp suất thấp dưới 900 mbar, đó là bão Megi của mùa bão 2010.